# Enterprise resource planning
Enterprise resource planning (ERP) is een computerprogramma (software) dat gebruikt wordt binnen organisaties ter ondersteuning van alle processen binnen het bedrijf.
Een ERP-programma bestaat meestal uit kleine deelprogramma's (modules) die allemaal een specifieke taak ondersteunen, zoals computerprogramma's die worden gebruikt om de financiële administratie te voeren of de voorraden bij te houden.
Waarbij voorheen veel bedrijven gebruikmaakten van verschillende programma's om hun bedrijfsactiviteiten te ondersteunen, kunnen in een ERP-programma een heel groot aantal processen (afdelingen) worden ondergebracht. Een gevolg van een dergelijk ERP-systeem is dat gegevens van bijvoorbeeld klanten en producten (denk aan adresgegevens van klanten) binnen de organisatie slechts eenmaal ingevoerd hoeven te worden, omdat een enkele database wordt gehanteerd. Naast dat de kans op inconsistente data wordt verkleind kan een ERP-systeem veel andere voordelen bieden zoals een efficiëntere manier van werken, betere communicatie en mogelijk kostenreductie.

## Voordelen
Met behulp van de ERP-software worden alle bedrijfsprocessen, waaronder voorraadsystemen, bedrijfsadministratie en logistiek zodanig met elkaar verbonden, dat alle vergaarde informatie door het hele bedrijf, door iedereen, bruikbaar is. Vroeger had elke afdeling een eigen systeem en moesten de data in elk systeem opnieuw ingevoerd worden. ERP-systemen zijn vaak goed geïntegreerd waardoor eenmalige opslag van gegevens mogelijk is. Een ingevoerde verkooporder zal door het ERP-systeem onder andere worden verwerkt tot automatisch gegenereerde inkooporders en automatisch geplande personeelsinzet.

## Nadelen
ERP-systemen kunnen behoorlijk duur zijn. Omdat ze soms niet naadloos aansluiten op de bedrijfsprocessen moet de software worden aangepast en aanvullende software worden ontwikkeld. Daardoor kunnen de implementatiekosten zeer hoog zijn en dat dure aanpassingsproces zou telkens terug kunnen keren bij iedere volgende release van het pakket.
Mogelijke valkuilen van een ERP-systeem zijn meestal gerelateerd aan de implementatie en de organisatie zelf. Organisaties en managers zullen zich bewust moeten zijn van de grote veranderingen die implementatie van een ERP-systeem met zich meebrengt. Een goed softwaresysteem alleen is niet voldoende, er zal ook aandacht besteed moeten worden aan de werknemers. Als het systeem mentaal niet wordt geaccepteerd kan het bedrijf zich beter het geld van implementatie besparen. ERP-software is niets waard zonder een juiste implementatie van mensen, gebruiksregels en behoud van functionaliteit. Een goede implementatie vereist  betrokkenheid, supervisie, herkenning en bereidheid om met het systeem te werken.

## Selectie
Het aanschaffen van software voor deeltoepassingen was nog betrekkelijk eenvoudig want slechts enkele specialisten binnen het bedrijf hoefden ermee te werken. Er was softwaretechnisch nog geen samenwerking met andere disciplines en iedereen kon zijn eigen software naar believen inrichten. De communicatie tussen afdelingen bleef ongewijzigd en de kosten en impact op de organisatie waren vooraf goed te overzien.
Bij ERP-systemen verandert dat; er ontstaat een strakke samenwerkingsvorm tussen de afdelingen, er moeten vooraf goed doordachte afspraken worden gemaakt anders kan een redelijk lopende informele organisatie veranderen in een te formele organisatie die vergeet waar het eigenlijk om draait: een soepel lopend bedrijfsproces.
Omdat een ERP-systeem zo'n grote invloed heeft op de organisatie, is het verstandig zeer zorgvuldig met de selectie ervan om te gaan en niet over één nacht ijs te gaan. 
Bij de selectie van ERP-software kunnen de volgende stadia voor komen:
- Onderzoek eigen bedrijfsprocessen. Breng de eigen werkwijzen in kaart en stel ze op papier en denk aan optimalisaties en de toekomstplannen.
- Opstellen Programma van Eisen en Wensen (PVE). Hierin wordt beschreven wat van een ERP-pakket wordt verwacht en wat “leuk” is om te hebben.
- Onderzoek leveranciers. Door onderzoek kan men met behulp van een paar in het oog springende harde eisen een lijst opstellen van een beperkt aantal potentiële leveranciers. Deze potentiële leveranciers krijgen de eisen- en wensenlijst toegezonden met het verzoek intern te onderzoeken of ze hieraan kunnen voldoen en hiervan een schriftelijke rapportage terug te melden.
- Opstellen businesscase. Praktijkvoorbeelden van het primaire proces én de belangrijke secundaire processen worden uitgewerkt.
- Demonstratie. Aan de hand van de businesscase wordt door de potentiële leveranciers een demonstratie gegeven.
- Hands-on demo. De belangrijkste gebruikers worden in staat gesteld om zelf achter de computer, begeleid, kennis te maken met het beoogde ERP-pakket.
- Principebeslissing. Aan de hand van alle voorgaande stappen wordt een principebeslissing genomen.
- Contractbesprekingen.

## Implementatie
Een succesvol ERP-project kan de productiekosten doen dalen, productietijd verkorten, klantenservice verbeteren, voorraden verlagen, etc. wat kan leiden tot kostenbesparing. Echter, hiertoe dient eerst het ERP-pakket succesvol geïmplementeerd te worden. Het implementeren van een ERP-pakket is een moeilijk project omdat ERP-pakketten zo omvangrijk zijn. ERP-pakketten brengen vaak grote veranderingen van de bedrijfsprocessen met zich mee, maar dit aspect wordt vaak onderschat door organisaties. Uit onderzoek blijkt dat zelfs 40% tot 50% implementatieprojecten van ERP-pakketten mislukken. Ander onderzoek gaat hier zelfs verder in door te stellen dat een project mislukt is wanneer de implementatie het in het projectvoorstel vastgestelde ‘Return on investment’ niet haalt. Vanuit dit oogpunt mislukt 60% tot 80% van de implementatietrajecten. Oorzaken voor mislukken van ERP-projecten zijn o.a.:
- Slechte of onduidelijke strategische doelstellingen,
- Steun van het topmanagement ontbreekt,
- Slecht projectmanagement,
- Eindgebruikers zijn slecht of niet opgeleid,
- Data zijn onjuist geïmporteerd vanuit het oude IT-systeem.

Nadat het best passende ERP-pakket voor de organisatie is geselecteerd zijn er elf stappen die doorlopen moeten worden om het ERP-pakket succesvol te implementeren:
- Evalueer het pre-implementatieproces. Draag zorg voor de juiste uitvoering van het selectieproces van het ERP-systeem.
- Installeer en test de hardware. Voordat de software wordt geïnstalleerd is het belangrijk om te testen of de hardware werkt naar verwachting en voldoet aan de specificaties.
- Installeer en test de software. In veel gevallen zal de leverancier van de software deze software installeren en testen of hij werkt naar verwachting en voldoet aan de specificaties.
- Opleiden gebruikers. De gebruikers van het ERP-systeem moeten worden getraind om het ERP-systeem te kunnen gebruiken
- Opleiden en testen door middel van een pilot. Door de pilot wordt het systeem getest en wordt getest of de gebruikers het systeem begrijpen. Het projectteam ontwerpt een case die het volledige systeem benut. In veel gevallen is dit van een order van een klant tot en met het verzenden van een order.
- Beveiliging en autorisatie. Nadat de gebruikers zijn getraind dient het systeem te worden beveiligd; het toekennen van autorisatie aan de juiste medewerkers zodat zij toegang hebben tot de benodigde informatie.
- Exporteren en importeren van data. De data uit de oude IT-systemen moeten op een dusdanige manier worden geïmporteerd in het nieuwe ERP-systeem dat gebruikers met de data kunnen werken.
- Procedures en instructies. Procedures en werkinstructies moeten worden opgesteld.
- Ingebruikname van het ERP-systeem. Organiseer een kick-off, met andere woorden, het moment waarop de complete organisatie met het nieuwe ERP-systeem gaat werken. Er zijn verschillende methoden om de ingebruikname te faciliteren, denk hierbij aan invoering-ineens of gefaseerde invoering.
- Afsluiting. Een belangrijke stap waarin de organisatie viert dat een groot project is afgerond. De afsluiting benadrukt onder andere het belang van het project.
- Nazorg. Het is belangrijk te realiseren dat na implementatie het ERP-systeem het gebruik van het ERP-systeem nog geen routine is. Kinderziektes moeten worden geëlimineerd, en medewerkers moeten thuis raken in het gebruik van het systeem.

## Geschiedenis
Omdat de capaciteiten van computers en de verschillende programmeertalen tot voor de jaren 1980 te beperkt bleven, bleef het beeld van een enkel geïntegreerd informatiesysteem voor de gehele organisatie jarenlang een utopie. In plaats daarvan ontwikkelden ondernemingen voor elke functionaliteit een afzonderlijk informatiesysteem. Vaak waren de verschillende systemen amper met elkaar geïntegreerd. Als gevolg daarvan was het bijvoorbeeld onmogelijk om data van de verkoop en de productie te combineren met die van de boekhouding. Dezelfde data moesten dan ook dikwijls in verschillende informatiesystemen ingevoerd worden, wat duidelijk inefficiënties en kans op fouten met zich meebrengt. Vanaf de jaren 1980 echter begonnen bepaalde softwareondernemingen in Duitsland, Nederland, de Verenigde Staten de droom van een geïntegreerd systeem na te streven, wat leidde tot informatiesystemen met meerdere functionele toepassingen die een enkele database deelden. Een enkele transactie, bijvoorbeeld een verkoop, had tot gevolg dat automatisch alle data bijgewerkt werd, zoals financiële en voorraadgegevens.
De oorsprong van het ERP-systeem kan gesitueerd worden in de jaren 1960. Tijdens deze periode ontstond bij heel wat ondernemingen de behoefte aan een systeem om de voorraad bij te houden. In die tijd was het nog mogelijk om grote voorraden aan te houden en toch nog competitief te zijn. De belangrijkste doelstelling van deze voorraadcontrolesystemen was enkel op een gecentraliseerde basis controle behouden over de grote voorraad. Vanaf de jaren 1970 werd het echter duidelijk dat ondernemingen niet langer de luxe hadden grote hoeveelheden voorraad aan te houden. Dit leidde geleidelijk tot de ontwikkeling van material requirements planning (MRP) systemen. Voor de eerste maal werd gebruikgemaakt van een master production schedule (MPS). Een MPS specificeert de hoeveelheid gereed product die nodig is tijdens elke planningsfase. Aan de hand van een bill of material kan dan een planning gemaakt worden van de hoeveelheid grondstoffen en onderdelen die nodig is in elke fase, afhankelijk van de noodzakelijke productietijd. Met behulp van een accuraat voorraadsysteem dat de bestaande, maar ook de nog te leveren voorraad nauwgezet bijhoudt, kan dan de netto materiaalbehoefte bepaald worden. Dit betekende een heuse stap vooruit op het vlak van productiviteit.
Begin van de jaren 1980 begonnen ondernemingen te profiteren van de toegenomen mogelijkheden en de betaalbaarheid van de beschikbare technologie. Bijgevolg evolueerde MRP van een plannings- en controlesysteem tot een systeem dat in staat was zowat alle middelen van de onderneming te plannen. Deze uitbreiding was van die mate dat WightA in 1984 de term MRP II lanceerde: manufacturing resource planning. Bij MRP II worden de primaire functies (productie, marketing en financiën) in het planningsproces geïntegreerd met andere functies zoals humanresourcesmanagement, project management, techniek en inkoop. Dit liet de ondernemingen toe gedetailleerd de activiteiten in te geven en in te grijpen indien deze werkzaamheden niet overeenkomen met de gewenste planning. MRP II-systemen waren dan ook vaak uitgerust met een “what if”-mogelijkheid zodat verschillende scenario's getest konden worden. Er waren echter nog steeds enkele struikelblokken. Data moesten vaak nog meerdere malen ingevoerd worden of zeer complexe interfaces waren nodig om belangrijke informatie te delen. De efficiëntie van de verschillende business units werd dus geoptimaliseerd; of de algemene efficiëntie van heel de onderneming geoptimaliseerd werd, is echter twijfelachtig.
Hoewel MRP II een significante verbetering betekende ten opzichte van de vorige systemen, bleef als gevolg van de dynamische ontwikkelingen bij de ondernemingen de vraag bestaan naar meer geïntegreerde systemen. Almaar grotere afzetmarkten, internationalisering, integratie met klanten en leveranciers veranderden de manier van zakendoen wereldwijd. Kwaliteit en kost werden vanzelfsprekend geacht, terwijl leveringstijden, flexibiliteit, productdifferentiatie almaar belangrijker werden. Zo ontstonden ook nieuwe technieken, bijvoorbeeld make-to-order in plaats van make-to-stock (Rajagopal en Tyler, 2000). De nieuwe generatie van informatiesystemen moest dus sneller informatie beschikbaar kunnen stellen en ondernemingen als SAP, Oracle, Peoplesoft, Baan speelden daar perfect op in. Zo werd het Enterprise Resource Planning (ERP) systeem ontwikkeld. De term ERP werd geïntroduceerd door The Gartner Group in het begin van de jaren 1990.
Terwijl MRP II zich traditioneel richtte op de planning van de interne middelen van de onderneming, streeft ERP ernaar ook de middelen van de leveranciers te plannen, gebaseerd op de dynamische vraag van de klanten. De omschrijving van The Gartner Group geeft de 3 voornaamste kenmerken van ERP-systemen. Ten eerste zijn ze multifunctioneel: van financiële resultaten, over productieplanning, tot hrm. Een tweede kenmerk is dat ze geïntegreerd zijn. Dit betekent dat wanneer data in een van de functies ingegeven worden, de informatie in alle gerelateerde functies eveneens onmiddellijk aangepast wordt. Ten derde zijn ERP-systemen modulair. Een onderneming kan bijvoorbeeld alle modules implementeren terwijl een andere slechts enkele modules gebruikt. Eender welke combinatie is mogelijk.
Eind jaren 1990 beslisten heel wat bedrijven uit niet-productiesectoren een ERP-systeem te implementeren als ruggengraat voor de financiële transacties. Dit leidde tot een nieuwe benaming, namelijk extended ERP (Bond et al., 2000).

## Leveranciers
De meest gebruikte ERP-systemen worden gemaakt en verkocht door commerciële bedrijven. Hier zitten heel grote en kleine bedrijven bij. Er heeft door de intense concurrentie een shake-out plaatsgevonden in deze markt, waarbij het aantal leveranciers is afgenomen. Daardoor voeren bedrijven als Oracle, Infor en Microsoft meerdere gelijksoortige pakketten. Hun plannen om daar één pakket van te maken genieten vooral de steun van de aandeelhouders. Klanten zitten hier echter vaak niet op te wachten, waardoor de meeste plannen nog niet gerealiseerd zijn. Er zijn ook open source ERP systemen beschikbaar zoals Compiere. Bekende ERP systemen zijn Workday, SAP, Oracle, Microsoft Dynamics AX, Microsoft Dynamics NAV en Jeeves.

## Overnames en allianties
De markt van leveranciers van standaard softwarepakketten is de laatste jaren fors in beweging. Overnames, fusies, joint ventures, consortia en partnerships zijn aan de orde van de dag. Hierdoor kunnen leveranciers completere business oplossingen aanbieden. Nieuwe markten komen beschikbaar. De beschikking over additionele resources neemt toe. Als we naar de grote vier, de BOPS, kijken zien we het volgende beeld.
- Baan richtte met Hyperion, leverancier van software op het gebied van financiële consolidatie en managementinformatie, een joint venture op en ging vervolgens nadrukkelijk op het overnamepad. Baan kocht Aurum (customer value management software), Coda ("best of breed" leverancier van financiële software), Kraan (software voor bouwbedrijven), Hiscom (ziekenhuissystemen), en Berclain (advanced planning system/supply chain integration). En deze opsomming is ongetwijfeld niet volledig. We zien dus dat Baan zowel verdieping van zijn functionaliteit kocht (component leveranciers) als industry solutions (branche-specifieke leveranciers). De integratie van al deze producten vormt natuurlijk een uitdaging. Baan biedt uiteraard wel reeds combinaties van deze producten aan; de prijsstelling van deze combinaties brengt mogelijke klanten echter weleens in verwarring. Ook Baan ging over tot het benoemen van implementatiepartners, maar maakte de keus veel minder duidelijk dan SAP en bleef ook zelf implementatieconsultancy leveren.
- Oracle is veel meer gericht op strategische allianties en probeert zijn softwareaanbod dan ook zo compleet mogelijk te maken door partnerships, bijvoorbeeld met i2 (advanced planning system/supply chain integration) en IMI (demand chain). Ook overnames komen voor. Bijvoorbeeld in 1998 de overname van Versality, waarmee Oracle zijn aanbod kon uitbreiden op het gebied van customer value management (telesales, telemarketing). Oracle heeft ook grote consulting firma's als implementatiepartners, maar heeft zijn eigen applicatie consultancy afdeling gehandhaafd.
- Bij PeopleSoft zien we naast enkele overnames (Red Pepper op het gebied van supply chain integration, Caps Logistics op het gebied van transportplanning) vooral ook strategische allianties. Zo kan PeopleSoft bijvoorbeeld een geïntegreerde oplossing bieden op het gebied van customer value management/sales force automatisation door samenwerking met Siebel en Vantive. PeopleSoft probeert de implementatie-ondersteuning ook vooral via consulting partners aan te bieden.
- SAP neemt softwarebedrijven over, vermoedelijk vooral vanwege de daarin aanwezige kennis, en vertaalt die kennis naar SAP R/3. Een voorbeeld daarvan is Kiefer & Veittinger, wat moet leiden tot toevoeging van een module voor Customer Value Management in R/3. Ook was SAP enige jaren geleden onmiskenbaar de trendsetter op gebied van partnerships met managementconsultingfirma's. SAP richtte zich daarmee geheel op zijn software producten en liet de implementatie-ondersteuning over aan zijn implementatiepartners. Zo kon SAP in de softwaremarkt snel groeien zonder daarin belemmerd te worden door een gebrek aan implementatieconsultants. Dit voorbeeld werd later door vele concurrenten gevolgd. De SAP implementatiemarkt is dermate aantrekkelijk, dat consulting firma's daar graag in gingen opereren. SAP kan ook hoge eisen stellen aan deze partners. Zo heeft SAP in 1998 ook een certificeringsprogramma ingesteld; de consultants van de partners worden (verplicht) getest en bij positief resultaat gecertificeerd. SAP's officiële partners zijn verplicht hieraan mee te doen.

## Logistieke concepten
ERP-systemen ondersteunen vaak meerdere logistieke concepten. Zie ook de grondvorm. De belangrijkste zijn:
Engineer-to-order (ETO): ontwerpen, inkopen en produceren op klantorder;
Make-to-order (MTO): produceren op klantorder;
Assemble-to-order (ATO): assembleren op klantorder;
Deliver-to-order (DTO): leveren op klantorder, ook wel Make-to-stock (MTS) genoemd: productie op voorraad.
In deze logistiek concepten speelt het Klantenorderontkoppelpunt (KOOP) een belangrijke rol. Het KOOP is het voorraadpunt tot waar de klantorderbehoefte doordringt in een bedrijf. Voor het KOOP wordt op voorraad ingekocht en geproduceerd, na het KOOP gebeurt dit op basis van de klantorder.
Naast het KOOP speelt een ander ontkoppelpunt nog een rol, namelijk het productspecificatie ontkoppelpunt (PSOP). Dit punt geeft aan tot waar de klantorderspecificatie doordringt in het proces van een bedrijf. In de praktijk vallen KOOP en PSOP vaak samen, maar dit hoeft niet.
Naast de genoemde logistieke (basis)concepten zijn de afgelopen jaren nog vele andere logistieke besturingsvormen ontstaan. Voorbeelden hiervan zijn: Just in time (JIT) waarbij voorraden tot een minimum worden gereduceerd met als doel verborgen problemen in de bedrijfsprocessen zichtbaar te maken zodat deze verholpen kunnen worden; Optimized production technology (OPT) ook wel Theory of Constraints (TOC) genoemd waarbij het uitgangspunt is dat elk proces altijd maar 1 echt knelpunt (constraint) kent en dat hier dus op gepland moet worden voor een optimale doorvoer.

## Doelgroep
De E (Enterprise) in de naam verraadt dat het van origine gaat om zeer uitgebreide systemen voor internationaal opererende bedrijven. Ook kleinere bedrijven kunnen echter van ERP-systemen profiteren.
In een ERP-systeem is meestal ook een manufacturing resources planning-systeem aanwezig. De laatste jaren worden ERP-systemen, vaak op de branche aangepast, ook steeds meer door ziekenhuizen, grote onderwijsinstellingen en overheden gebruikt.

## Begripsvervaging
ERP was altijd het begrip voor een softwarepakket met geïntegreerde modules voor de bedrijfsvoering in groothandel/productiebedrijven. Sinds de eeuwwisseling is de term vervaagd tot het brede gebied van bedrijfssoftware ongeacht de sector. Vandaag wordt de term ERP dan ook gebruikt voor de bedrijfssoftware die gemeenten, zorginstellingen, banken en professionele dienstverleners gebruiken.